# 0365

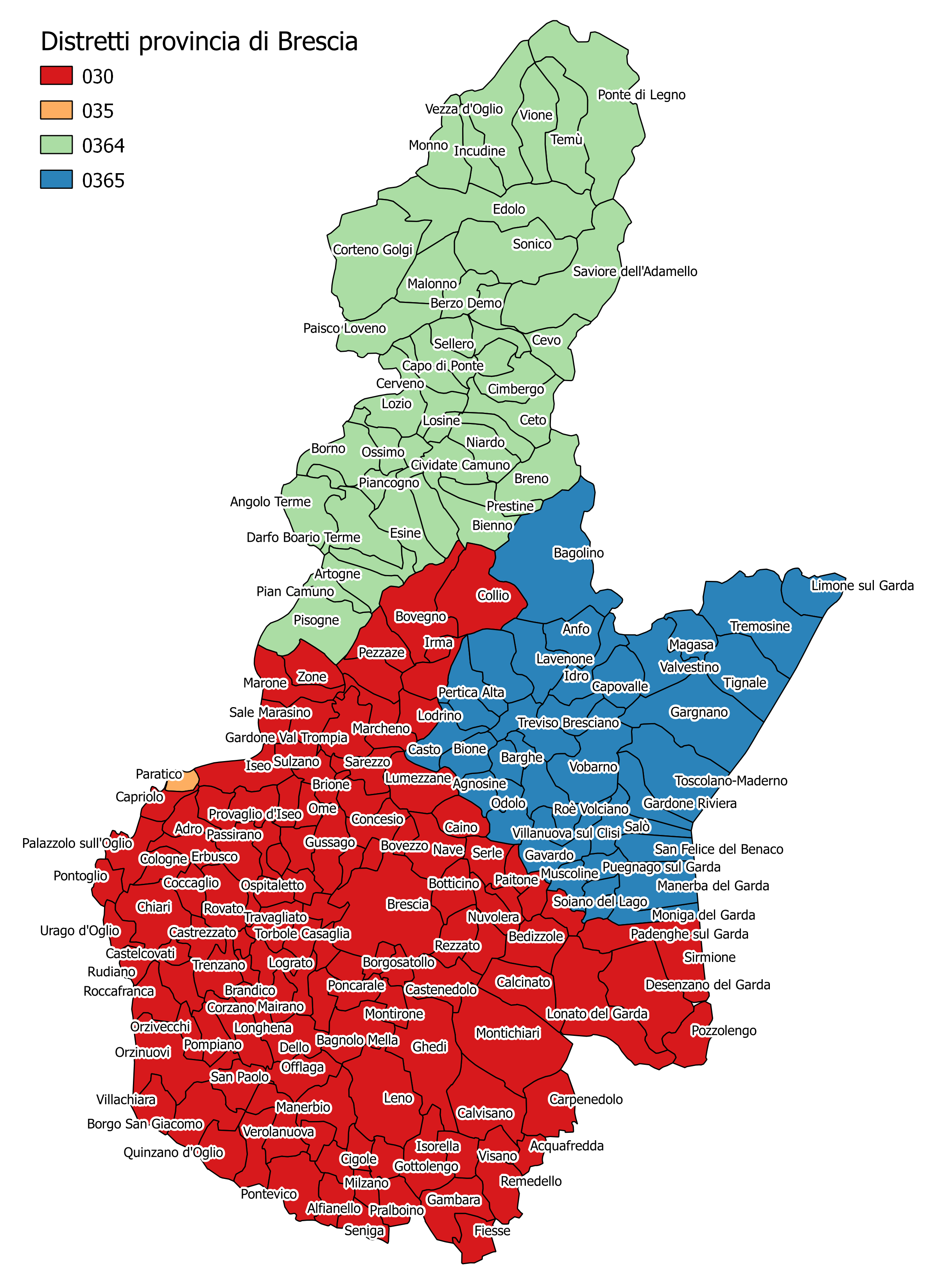
Mappa dei prefissi telefonici nella provincia di Brescia

0365 è il prefisso telefonico del distretto di Salò, appartenente al compartimento di Milano.
Il distretto comprende la parte nord-orientale della provincia di Brescia. Confina con i distretti di Breno (0364), di Tione di Trento (0465) e di Rovereto (0464) a nord, di Verona (045) a est e di Brescia (030) a sud e a ovest.

## Aree locali e comuni
Il distretto di Salò comprende 39 comuni compresi nelle 2 aree locali di Salò e Vestone (ex settori di Bagolino, Gargnano, Tremosine sul Garda e Vestone). I comuni compresi nel distretto sono: Agnosine, Anfo, Bagolino, Barghe, Bione, Capovalle, Casto, Gardone Riviera, Gargnano, Gavardo, Idro, Lavenone, Limone sul Garda, Magasa, Manerba del Garda, Moniga del Garda, Mura, Muscoline, Odolo, Pertica Alta, Pertica Bassa, Polpenazze del Garda, Preseglie, Provaglio Val Sabbia, Puegnago del Garda, Roè Volciano, Sabbio Chiese, Salò, San Felice del Benaco, Soiano del Lago, Tignale, Toscolano Maderno, Tremosine sul Garda, Treviso Bresciano, Vallio Terme, Valvestino, Vestone, Villanuova sul Clisi e Vobarno.